# Verzögerungsmuster
Verzögerungsmuster ist der Fachausdruck für eine Vorgehensweise bei einer Sprengung. Dabei wird die Sprengung (Gebäude, Brücken, im Bergbau) zeitlich verzögert, z. B. im Sekundentakt, ausgeführt.
Diese zeitliche Verzögerung ist für die kontrollierte Ausführung der Sprengung wichtig.
Die zu sprengenden Teile müssen die Zeit haben, kontrolliert zu fallen und dürfen dabei nicht von anderen gesprengten Teilen behindert werden, da sonst eine erfolgreiche Sprengung nicht ausgeführt werden kann.
Auch bei Feuerwerk wird dieses Zeitmuster eingesetzt, da nur bei zeitlicher Verzögerung beim Abbrennen der jeweiligen Feuerwerkskörper eine gute und richtige Dramaturgie dargestellt werden kann.